# Madan Saddle
Der Madan Saddle (englisch; bulgarisch Маданска седловина Madanska sedlowina) ist ein 1110 m hoher Bergsattel auf Smith Island im Archipel der Südlichen Shetlandinseln. In der Imeon Range liegt er zwischen dem Neofit Peak im Nordosten und dem Riggs Peak im Südsüdwesten. Der Gramada-Gletscher liegt südöstlich von ihm. Nach Nordwesten leitet er zum Küstenabschnitt zwischen dem Lista Point und dem Lakatnik Point.
Bulgarische Wissenschaftler kartierten ihn 2008. Die bulgarische Kommission für Antarktische Geographische Namen benannte ihn im selben Jahr nach der Stadt Madan im Süden Bulgariens.